# Ruta del Sol 2021
De 67e editie van de wielerwedstrijd Ruta del Sol stond in 2021 gepland van 17 tot en met 21 februari, maar werd vanwege de coronapandemie drie maanden uitgesteld tot 18 tot en met 22 mei. De start was in La Cala de Mijas, de finish in Pulpí. De ronde maakte deel uit van de UCI ProSeries 2021-kalender. In 2020 won de Deen Jakob Fuglsang. Hij werd opgevolgd door de Colombiaan Miguel Ángel López.

## Deelname
Er gingen negen UCI World Tour-ploegen en zeven UCI ProTeams van start.
| WorldTour                                                                                           | WorldTour                                                       | ProTeam                                                          | ProTeam                                              |
| --------------------------------------------------------------------------------------------------- | --------------------------------------------------------------- | ---------------------------------------------------------------- | ---------------------------------------------------- |
| Astana-Premier Tech Team BikeExchange Deceuninck-Quick-Step INEOS Grenadiers Israel Start-Up Nation | Team Jumbo-Visma Movistar Team Trek-Segafredo UAE Team Emirates | Alpecin-Fenix Burgos-BH Caja Rural-Seguros RGA Euskaltel-Euskadi | Gazprom-RusVelo Kern Pharma Sport Vlaanderen-Baloise |

## Etappe-overzicht
| Etappe | Datum  | Start            | Finish              | Type       | Afstand   | Winnaar            | Klassementsleider  |
| ------ | ------ | ---------------- | ------------------- | ---------- | --------- | ------------------ | ------------------ |
| 1      | 18 mei | La Cala de Mijas | Zahara de la Sierra | Heuvelrit  | 151,3 km  | Gonzalo Serrano    | Gonzalo Serrano    |
| 2      | 19 mei | Iznájar          | Alcalá la Real      | Heuvelrit  | 184,64 km | Ethan Hayter       | Ethan Hayter       |
| 3      | 20 mei | Beas de Segura   | Villarrodrigo       | Bergrit    | 177 km    | Miguel Ángel López | Miguel Ángel López |
| 4      | 21 mei | Baza             | Cúllar Vega         | Heuvelrit  | 182,9 km  | André Greipel      | Miguel Ángel López |
| 5      | 22 mei | Vera             | Pulpí               | Vlakke rit | 107,26 km | Ethan Hayter       | Miguel Ángel López |

## Klassementenverloop
| Etappe       | Winnaar            | Algemeen klassement · | Puntenklassement · | Bergklassement · | Sprintklassement · | Ploegenklassement ·    |
| ------------ | ------------------ | --------------------- | ------------------ | ---------------- | ------------------ | ---------------------- |
| 1            | Gonzalo Serrano    | Gonzalo Serrano       | Gonzalo Serrano    | Rui Oliveira     | Thomas Sprengers   |                        |
| 2            | Ethan Hayter       | Ethan Hayter          | Ethan Hayter       | Rui Oliveira     | Aaron Van Poucke   |                        |
| 3            | Miguel Ángel López | Miguel Ángel López    | Miguel Ángel López | Luis Ángel Maté  | Thomas Sprengers   |                        |
| 4            | André Greipel      | Miguel Ángel López    | Miguel Ángel López | Luis Ángel Maté  | Thomas Sprengers   |                        |
| 5            | Ethan Hayter       | Miguel Ángel López    | Ethan Hayter       | Luis Ángel Maté  | Thomas Sprengers   | Caja Rural-Seguros RGA |
| 0Eindstanden | 0Eindstanden       | Miguel Ángel López    | Ethan Hayter       | Luis Ángel Maté  | Thomas Sprengers   | Caja Rural-Seguros RGA |

1925 · 1926-1954 · 1955 · 1956 · 1957 · 1958 · 1959 · 1960 · 1961 · 1962 · 1963 · 1964 · 1965 · 1966 · 1967 · 1968 · 1969 · 1970 · 1971 · 1972 · 1973 · 1974 · 1975 · 1976 · 1977 · 1978 · 1979 · 1980 · 1981 · 1982 · 1983 · 1984 · 1985 · 1986 · 1987 · 1988 · 1989 · 1990 · 1991 · 1992 · 1993 · 1994 · 1995 · 1996 · 1997 · 1998 · 1999 · 2000 · 2001 · 2002 · 2003 · 2004 · 2005 · 2006 · 2007 · 2008 · 2009 · 2010 · 2011 · 2012 · 2013 · 2014 · 2015 · 2016 · 2017 · 2018 · 2019 · 2020 · 2021 · 2022 · 2023 · 2024 · 2025